# Figuras de estuco selyúcidas

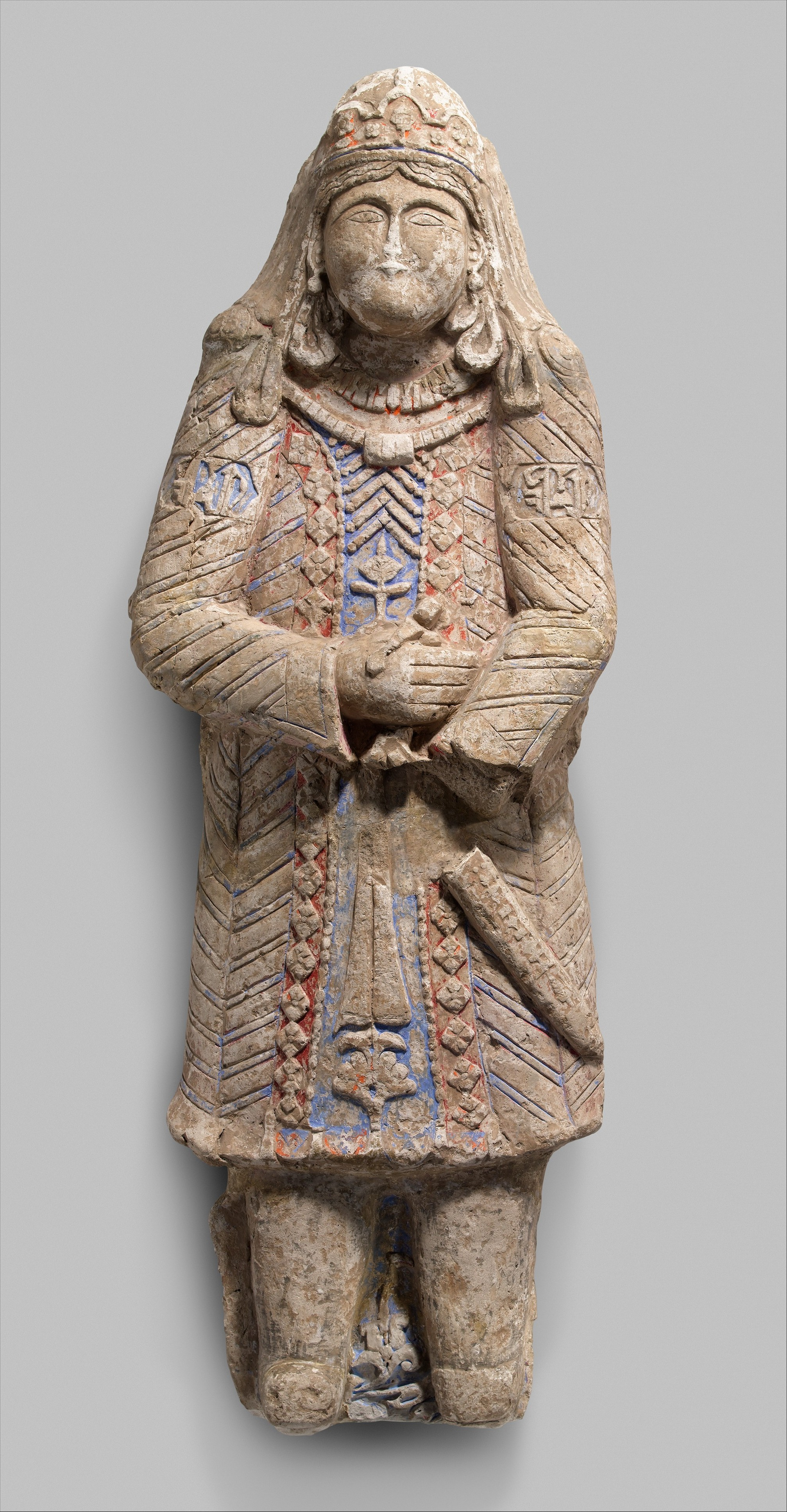
Figura real selyúcida hecha de estuco exhibida en el Museo Metropolitano de Arte. Esta figura podría decorar la pared de un palacio selyúcida del.

Las Figuras de estuco selyúcidas son esculturas de estuco (yeso) encontradas en la región del Imperio selyúcida, durante su «edad de oro» entre los siglos XI y XIII. Decoraban las paredes interiores y los frisos de los palacios selyúcidas, junto con otros adornos de estuco ornamentados, ocultando la pared detrás de ellos. Las figuras fueron pintadas de colores brillantes y a menudo doradas. Representaban figuras reales y eran símbolos de poder y autoridad.

## Arte islámico de los selyúcidas
Los selyúcidas eran una dinastía turca de orígenes nómadas de Asia Central, que se convirtieron en los nuevos gobernantes del mundo islámico oriental después de derrotar a los gaznavíes en la Batalla de Dandanaqan y la dinastía búyida. Después de estas victorias, los selyúcidas se establecieron como los nuevos patrones del Califato Abasí y del Islam sunita. En solo medio siglo, lograron crear un vasto imperio que abarcaba a Irán, Irak y gran parte de Anatolia. Bajo los selyúcidas, Irán disfrutó de un período de prosperidad cultural. Multitud de arquitectura y arte se desarrollaron durante el período e influyeron en los desarrollos artísticos posteriores de la región y sus alrededores.
En cerámica, se crearon motivos finos en pintura bajo el sistema de vidriado, decoraciones de lustre y pintura policromada. Los objetos de metal estaban decorados con incrustaciones de plata y oro. Además desarrollaron muchos motivos figurativos con una representación frecuente de animales, hombres y mujeres. La vista de figuras antropomórficas no es rara en absoluto en la cultura musulmana medieval. Mientras que la imagen en lugares sagrados, por ejemplo, mezquitas, está estrictamente prohibida, en lugares seculares, la representación de figuras aún fue común en los primeros siglos del Islam.

## Palacios selyúcidas
Todos los palacios selyúcidas están ahora en ruinas. Las excavaciones indican que estos palacios alguna vez fueron decorados con azulejos y con relieves de estuco con figuras geométricas en las paredes. En Lashgari Bazar, las ruinas de un antiguo palacio de época gaznaví, se encontraron frescos policromados que representaban a 44 soldados decorando el piso inferior de la sala de audiencias. Todos tienen rostros redondos similares y ojos en forma de almendra, tradicionalmente asociados con los turcos de Asia Central.
Las figuras de estuco, habrían decorado palacios reales similares en la sala de audiencias o en la corte real. Fueron encontrados decorando los grandes palacios de los sultanes selyúcidas, o pequeñas cortes reales de los vasallos e incluso sucesores locales. Estas figuras pueden ser parte de una ornamentación geométrica de estuco más grande que oculta la pared de la base detrás de ella. Un ejemplo de figuras de estuco en forma completa proviene de finales del siglo XII de la ciudad de Rayy, que representa al entronizado sultán selyúcida Tugrïl Beg (1194) rodeado por sus oficiales. Se encontraron ejemplos similares en Bast, Afganistán, en Samarcanda y en Uzbekistán. Estas esculturas fueron pintadas en colores brillantes de rojo, azul, negro y dorado con oro. Las habitaciones oscuras en el palacio donde se colocaron obligaba a que estas figuras debían destacarse tanto como sea posible.

## Descripción

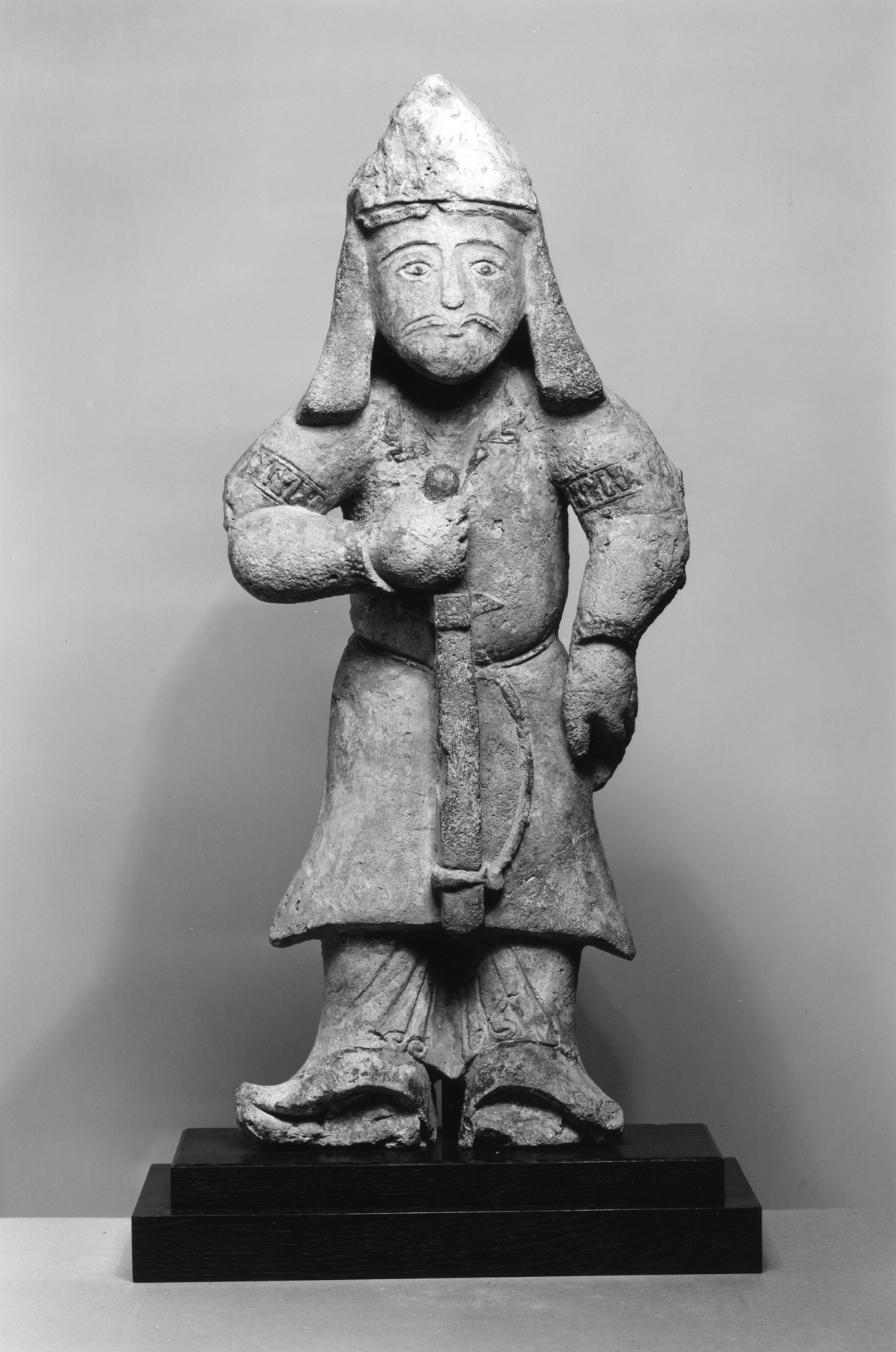
Figura de estuco de un guerrero descubierto en Irán. Pintado con rojo, azul, negro y dorado con oro.

El estuco o yeso es un material blando, similar a un cemento, a base de agua que es fácil de tallar cuando está seco y moler cuando todavía está mojado. Su ligereza hace que sea fácil de colocar en las paredes. Muchas figuras de estuco del siglo XII sobrevivieron debido a la sequedad preservadora del desierto donde fueron encontradas. Las figuras de estuco selyúcidas fueron pintadas en colores brillantes de azul (lapislázuli en polvo ), rojo (rubí en polvo) y colores negros, y fueron doradas con oro.
Eran representaciones de poder. En un entorno de palacio real, estaban relacionadas con el poder del imperio, por ejemplo, guardias reales, visires reales, cortesanos o el mismo emir. Se han encontrado figuras de guerreros con espadas. Usan caftanes, pantalones, bandas de tiraz y botas altas de colores intensos. Las figuras reales fueron representadas con coronas: las dos figuras conservadas en el Museo Metropolitano de Arte de Nueva York llevan coronas, una lleva puesta la corona alada, un antiguo símbolo de autoridad que se registró por primera vez en una moneda sasánida del siglo III. Todas las figuras de estuco selyúcidas tienen caras redondas con pómulos altos típicos y ojos en forma de almendra, conocidos como la cara de luna turca, que reflejan el tipo étnico turco y mongol. Generalmente se mostraban en un entorno de pompa y circunstancia, realzando las ceremonias reales que tenían lugar en la sala donde se habían colocado.

## Galería
Detalle de las cabezas reales coronadas, en las esculturas conservadas en el Museo Metropolitano de Arte.

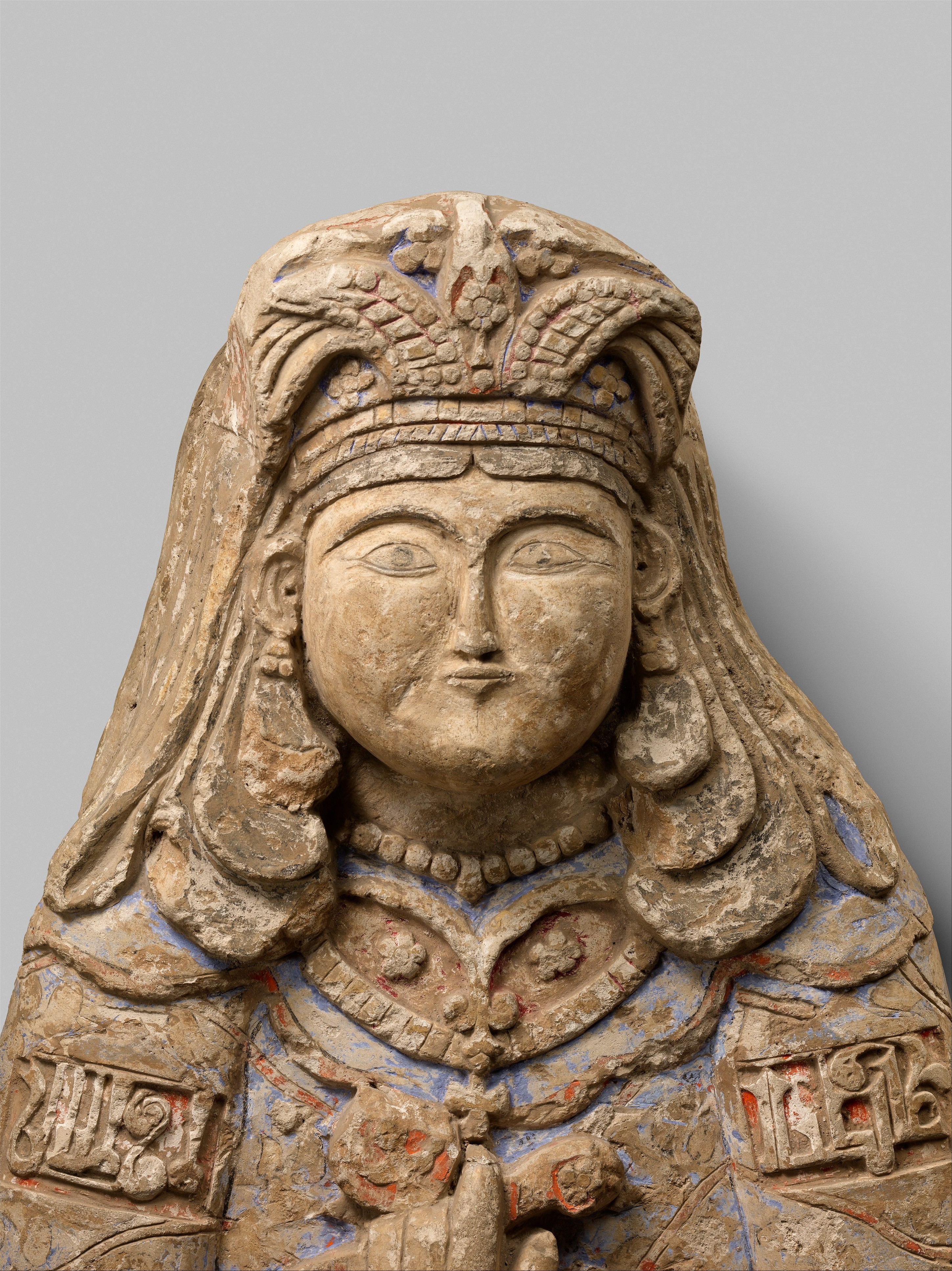
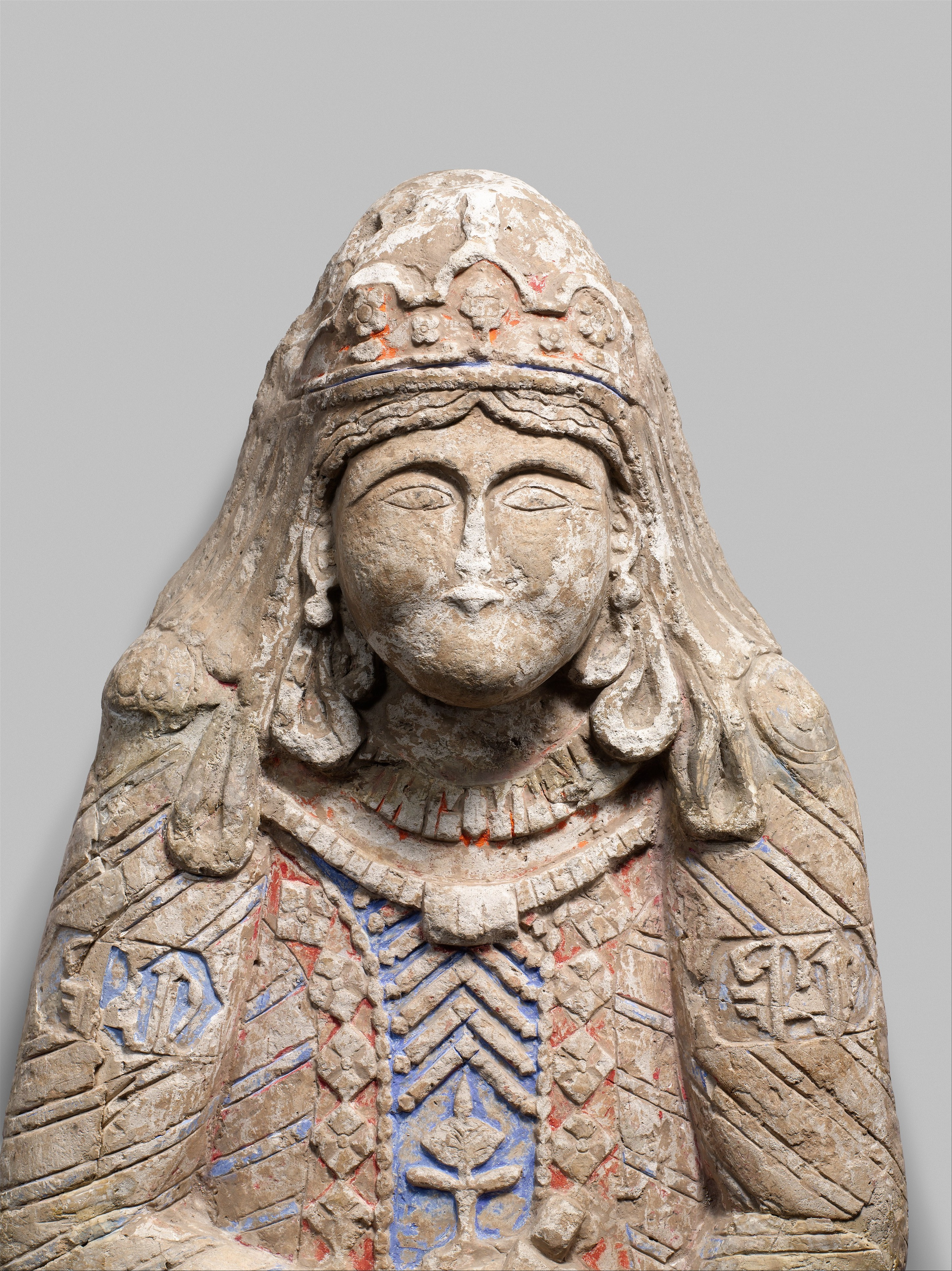